# Convention internationale de 1966 sur les lignes de charge
La convention internationale sur les lignes de charge, dite en anglais LL66 (Load line convention 1966) a été adoptée par l'Organisation maritime internationale (OMI) le 5 avril 1966 afin de lutter contre la tentation de surcharger un navire et de mettre en péril l'équipage. Elle est entrée en vigueur le 21 juillet 1968. Elle a reçu plusieurs amendements.
Il est apparu nécessaire de réglementer la quantité de marchandise embarquée, à cause de naufrages survenus à la suite de pressions d’armateurs peu scrupuleux ou par décision inconsidérée d'un commandant. Cette limitation de poids embarqué influe directement sur l'enfoncement du navire dans l'eau, et en conséquence sur la flottabilité du navire.

## Zones géographiques defranc-bord
Les saisons influent sur le temps au sens météorologique. Il a été décidé de définir différentes zones variables en dates (Hiver Atlantique nord, Hiver, été, tropical) ces dernières représentant une image des possibilités de rencontrer du mauvais temps.
Exemple : la zone été satisfait aux conditions suivantes :
10 % au maximum de vents atteignant ou dépassant la
force 8 de l’échelle Beaufort (34 nœuds) ;.
NB: la salinité de l'eau intervient pour les différences entre eau douce et eau salée, ce pour une variation de {\displaystyle \simeq {\frac {1}{40}}} des tirants d'eau.

## Marques de franc-bord

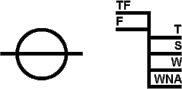

Des marques sont apposées sur la muraille des navires (à bâbord et à tribord), dites Plimsoll marks, leur emplacement vertical est calculé pour chaque navire en fonction de divers facteurs parmi lesquels on peut citer :
- le type (navire-citerne, vraquier,..) ;
- la longueur du navire ;
- les efforts sur la structure du navire ;
- le compartimentage (type et emplacement du cloisonnement) ;
- la stabilité transversale et longitudinale.

Elles représentent les différentes limites d'enfoncement du navire (le tirant d'eau maximum autorisé). Il est interdit de noyer les marques de franc-bord.